# Новий Корчин
Новий Корчин (пол. Nowy Korczyn) — місто в Польщі, у гміні Новий Корчин Буського повіту Свентокшиського воєводства.
Населення — 955 осіб (2019).
Міські права мало у 1258–1869, відновлено статус міста з 1 січня 2019.

## Пам'ятки
- Костел Св. Станіслава (13-18 століття)
- Костел Св. Трійці (16 ст.)
- Руїни синагоги (кінець 18 ст.)
- Будинки 16-18 ст.
- Склеп родини Круліковських (19 ст.)
- Придорожні фігури (19-поч.20 ст.)